# Грейнджмут
Грейнджмут (англ. Grangemouth, гэльск. Inbhir Ghrainnse, скотс Grangemooth) — город в центральной части Шотландии. Расположен в округе Фолкерк, в долине реки Форт на берегу залива Ферт-оф-Форт. Находится на расстоянии 3 мили (4,8 км) к востоку от Фолкерка, 5 миль (8,0 км) к западу от Боунесса и 13 миль (20,9 км) к юго-востоку от Стерлинга. Согласно переписи 2001 года, в Грейнджмуте проживало 17 906 человек. По предварительным данным переписи 2011 года это число составило 17 373 человека.

## Название
Город получил название по ручью Грандж (также Грандж-бёрн), поскольку был основан при его впадении в реку реки Форт. Английское название города «Grangemouth» так и переводится как «Устье Гранджа».

## История

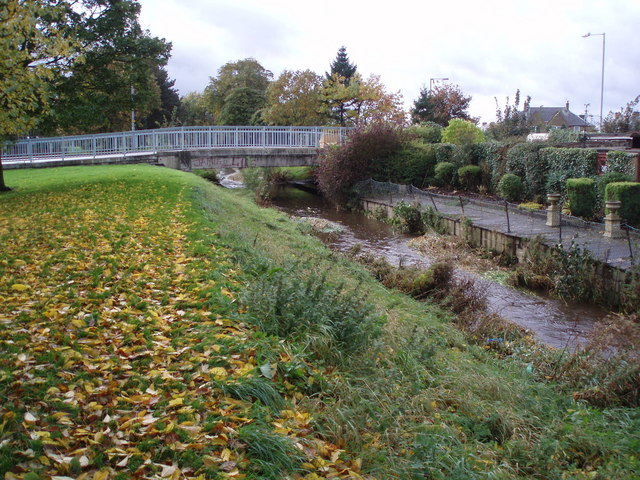
Ручей Грандж, давший название городу

Грейнджмут был основан в 1768 году в связи со строительством и последующей эксплуатации канала Форт — Клайд, который начинался именно в этом месте побережья залива Ферт-оф-Форт, в устье реки Форт. Инициатором основания Гранджемута стал сэр Лоуренс Дандас, один из основных спонсоров компании «Forth and Clyde Canal Company», осуществлявшей строительство, а затем эксплуатацию канала.
После смерти сэра Лоуренса Дандаса в 1781 году, его сын Томас Дандас поручил архитектору Генри Холланду перепланировать город. Холланд разработал планировку кварталов вокруг канала и его бассейна. К сожалению, эти кварталы были практически полностью снесены в 1960-х гг. вследствие неудачных планировочных решений Регионального совета округа Стерлинг в 1950-е — 60-е гг., к которому в те годы относился Гранджемут. Последними островками первоначального старого города были так называемое Институтское здание, построенное в 1876 году, и расположенный рядом отель «Queens», которые были снесены в 2007 году.
Город-побратим: Ла-Порт, штат Индиана, США.

## Экономика

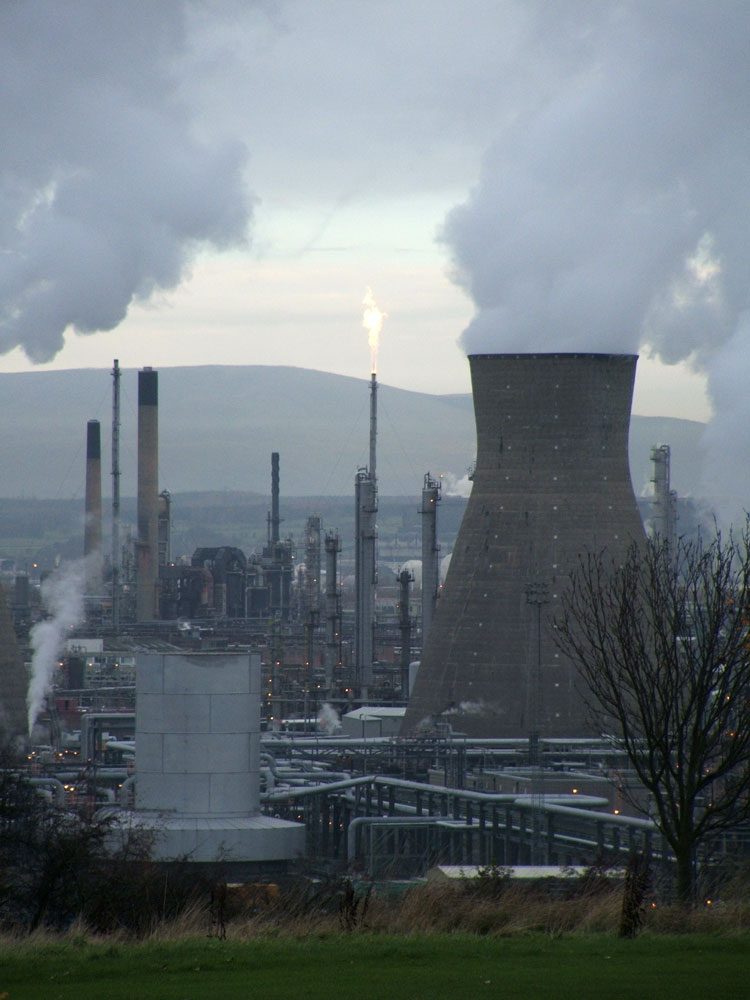
Гранжемутский нефтеперерабатывающий завод

Изначальный рост Гранджемута как города зависел в основном от его географического положения. Первоначально это был оживленный порт на канале Форт — Клайд, где, в частности, осуществлялась перевалка грузов с морских судов на речные и обратно. Но после закрытия канала для коммерческих перевозок в 1963 году экономика Гранджемута сосредоточилась в первую очередь на крупной нефтехимической промышленности, которая здесь представлена нефтеперерабатывающим заводом, основанным в 1924 году как «Scottish Oils». Интересно, что завод был построен в Гранджемуте как раз из-за наличия в городе большого порта. В настоящее время завод принадлежит компании Ineos, одной из крупнейших химических компаний в Европе, и является локомотивом экономики города. Этот завод является единственным нефтеперерабатывающим заводом в Шотландии и одним из семи нефтеперерабатывающих заводов в Великобритании,

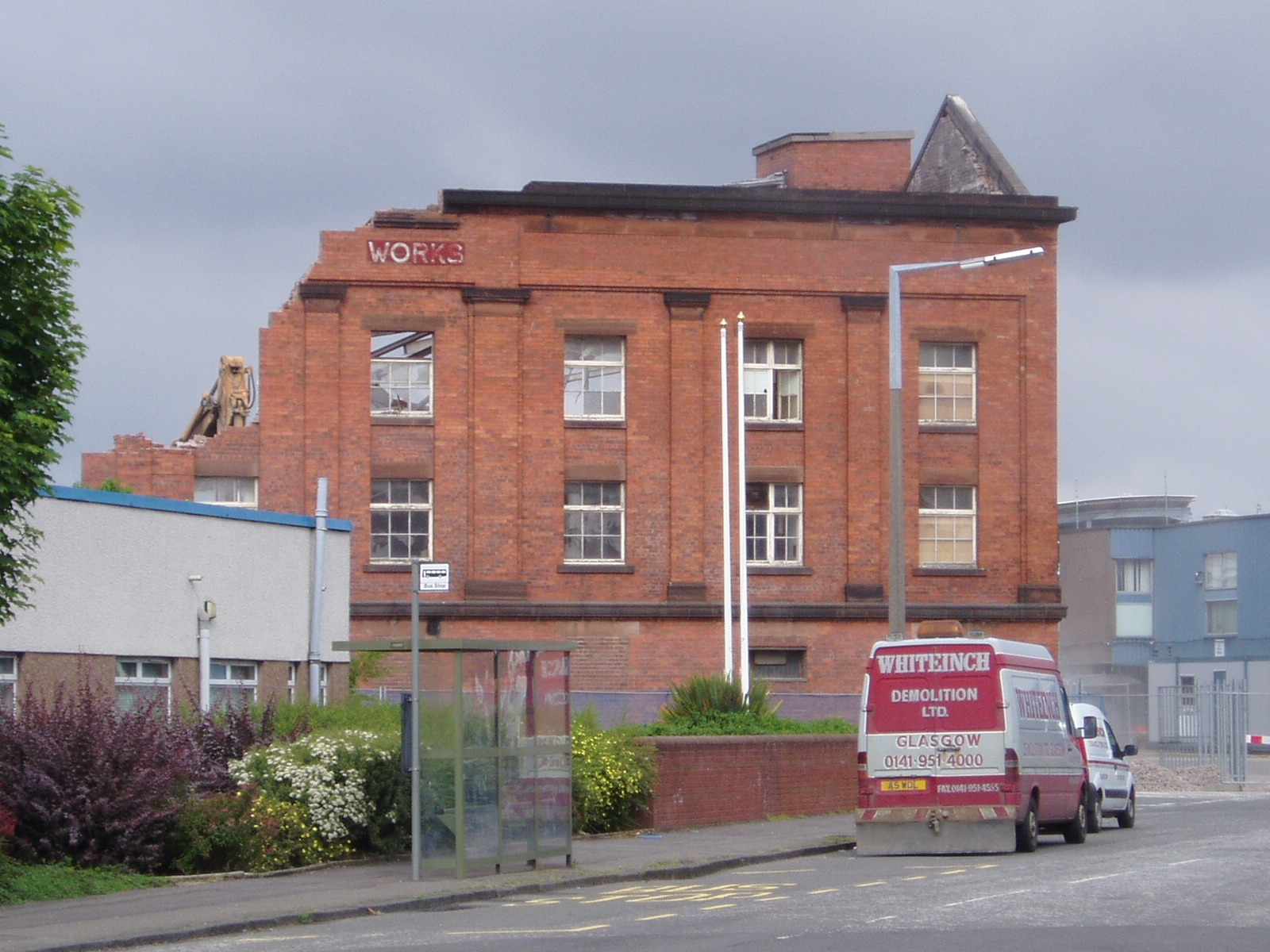
Снос мыловаренного завода; июль 2005

Порт Гранджемута, который в настоящее время является исключительно морским портом, также является важной составляющей экономики города. Это крупнейший в Шотландии морской порт, расположенный в самом центре одного из промышленных районов Шотландии. Ежегодно через порт проходит 9 млн т грузов. Он дает до 30 % ВВП Шотландии. Это единственный порт Великобритании, в котором экспорт товаров преобладает над импортом.
До 2005 года в городе действовал мыловаренный завод компании «Scottish Co-operative Wholesale Society». Основанный в 1897 году завод был крупнейшим заводом данной отрасли в Шотландии. В 2005 года корпуса завода были снесены и на его месте был построен завод компании "Whyte and Mackay, выпускающий виски и другие алкогольные напитки.

## Транспорт
- Гранджемут находится рядом с тремя железнодорожными станциями. Две из них находятся в Фолкерке: Фолкерк-Верхний и Фолкерк-Грэмстон. Ещё одна станция, Полмонт, находится в одноименном городе.
- В Гранджемуте начинается канал Форт — Клайд. В начале XXI века был снова введён в эксплуатацию, но уже как объект для водного туризма и отдыха на воде. В настоящее время канал не проходит через центр города, как раньше, а отведен в нижнее течение реки Каррон, проходящей вдоль северной окраины города.